# Береги (Закарпатская область)
Береги́ (укр. Береги) — село в Синевирской сельской общине Хустского района Закарпатской области Украины.
Население по переписи 2001 года составляло 211 человек. Почтовый индекс — 90040. Телефонный код — 3146. Код КОАТУУ — 2122487202.